# Lars Persson (etnograf)
Lars Persson, född 6 juni 1934 i Malmö, död 1981 i Sydafrika, var en svensk etnograf.

## Biografi
Persson var främst specialiserad på urbefolkningarna i Nord- och Sydamerika. Han studerade vid universitetet i Colombia 1963-64 och universitetet i Toronto 1964 och 1969. Han var knuten till Lunds universitet från 1967.
Han gjorde också omfattande undersökningar genom fältarbeten i Colombia och Venezuela 1963, 1964, 1966 och 1968-70 samt 1972. Han arbetade på motsvarande sätt i Iran 1965, Peru 1970 samt Sydafrika och Namibia 1974-75.
Persson var en av grundarna av International Work Group of Indigenous Affairs och var dess första ordförande från 1968.
Persson omkom 1981 i en trafikolycka under en resa i Sydafrika. Det finns samlingar från Persson på Etnografiska museet, Stockholm, Världskulturmuseet, Göteborg och Malmö museer.